# Euploea engrammelli
Euploea engrammelli är en fjärilsart som beskrevs av Moore 1883. Euploea engrammelli ingår i släktet Euploea och familjen praktfjärilar. Inga underarter finns listade i Catalogue of Life.